# Marathon (miasto)
Marathon – miasto w Stanach Zjednoczonych, w stanie Nowy Jork, w hrabstwie Cortland.